# Associazione Calcio Vado 1938-1939
Questa voce raccoglie le informazioni riguardanti l'Associazione Calcio Vado nelle competizioni ufficiali della stagione 1938-1939.

## Rosa
Rosa completa:
| N. |                   | Ruolo | Calciatore          |
| -- | ----------------- | ----- | ------------------- |
|    | Italia (bandiera) | A     | Giovanni Aprile     |
|    | Italia (bandiera) | P     | Francesco Arrigo    |
|    | Italia (bandiera) | D     | Attilio Baranzini   |
|    | Italia (bandiera) | C     | Ugo Bartoli (IV)    |
|    | Italia (bandiera) | A     | Bocca               |
|    | Italia (bandiera) | A     | Francesco Casaccia  |
|    | Italia (bandiera) | C     | Defendente Caviglia |
|    | Italia (bandiera) | A     | Ettore Ceporina     |
|    | Italia (bandiera) | P     | Giuseppe Chittolina |
|    | Italia (bandiera) | A     | Martino De Maurizi  |
|    | Italia (bandiera) | C     | Faccinato           |
|    | Italia (bandiera) | A     | Giuseppe Francia    |

| N. |                   | Ruolo | Calciatore          |
| -- | ----------------- | ----- | ------------------- |
|    | Italia (bandiera) | D     | Giuseppe Frumento   |
|    | Italia (bandiera) | A     | Dante Gambetta      |
|    | Italia (bandiera) | D     | Guglielmo Giavarini |
|    | Italia (bandiera) | C     | Angelo Lagorio      |
|    | Italia (bandiera) | A     | Giovanni Lantero    |
|    | Italia (bandiera) | C     | Ugo Poli            |
|    | Italia (bandiera) | A     | Loreno Roncaglione  |
|    | Italia (bandiera) | D     | Emanuele Siccardi   |
|    | Italia (bandiera) | D     | Gino Tomberli       |
|    | Italia (bandiera) | D     | Amedeo Tomei        |
|    | Italia (bandiera) | A     | Carlo Zioni         |